# Ammikam
Ammikam (hebr. עמיקם) – moszaw położony w Samorządzie Regionu Allona, w dystrykcie Hajfa, w Izraelu.

## Położenie
Leży w południowo-wschodniej części masywu Góry Karmel, w otoczeniu miasteczek Binjamina-Giwat Ada i Zichron Ja’akow, moszawów Giwat Nili, Awi’el i Bat Szelomo, kibuców Regawim, Ramot Menasze, Dalijja i Galed, oraz wioski młodzieżowej Me’ir Szefeja. Na zachód od moszawu znajduje się wojskowa baza szkoleniowa Sił Obronnych Izraela.
W moszawie znajdują się władze administracyjne Samorządu Regionu Allona.

## Historia
Moszaw został założony w 1950 roku przez żydowskich imigrantów z Afryki Północnej i Chin. W 1956 roku dołączyła do nich grupa imigrantów z Polski.

## Edukacja i kultura
W moszawie znajduje się szkoła podstawowa. Jest tu także ośrodek kultury i boisko do piłki nożnej.

## Gospodarka
Gospodarka moszawu opiera się na intensywnym rolnictwie i sadownictwie (brzoskwinie, śliwki, nektarynki i inne). Lokalna winnica produkuje popularne wina.

## Turystyka
Na zachód od moszawu znajduje się rozległy obszar leśny Parku Allona. Poprowadzono tutaj liczne szlaki turystyczne. Organizowane są także warsztaty szkoleniowe z zarządzania i pracy zespołowej.

## Transport
Na wschód od moszawu przebiega autostrada nr 6, brak jednak możliwości bezpośredniego wjazdu na nią. Przez moszaw przebiega droga 6533, którą jadąc na południowy zachód dojeżdża się do moszawu Awi’el, lub jadąc na południowy wschód dojeżdża się do moszawu Giwat Nili.